# Fournisseur breveté de la Cour de Belgique

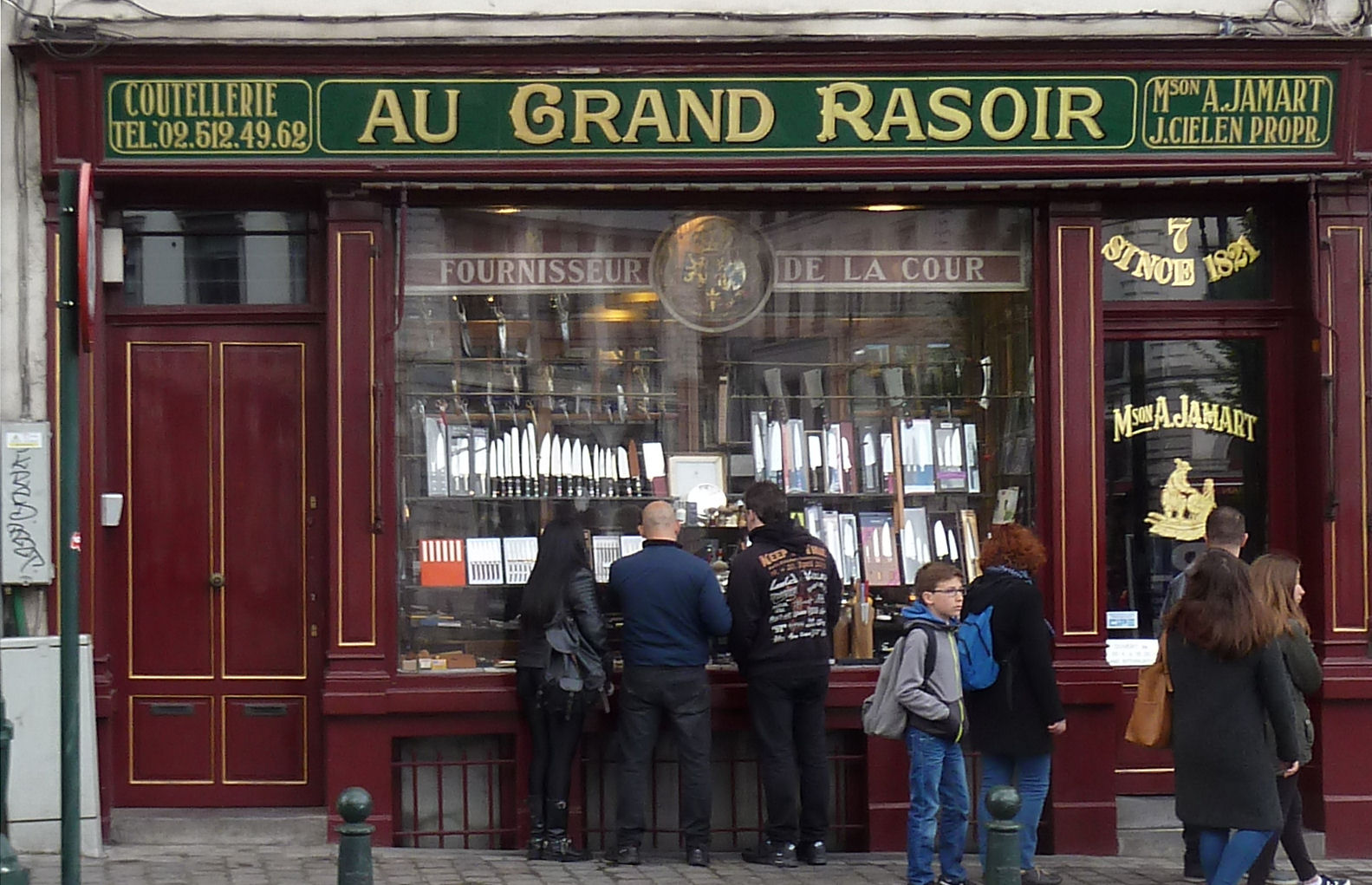
Au grand Rasoir, Fournisseur de la Cour

Fournisseur breveté de la Cour de Belgique est un titre donné depuis 1833 aux fournisseurs belges qui rendent service à la cour de Belgique. Aujourd'hui, seul un titre général est utilisé. Les membres ont le droit de présenter les armes royales sur leurs produits.
Le diplôme peut être octroyé à un particulier ou à une personne assumant la fonction de haute direction au sein d'une société. L'entreprise peut faire la demande par lettre adressée à l'Intendant de la Liste civile du Roi. Normalement, seuls les fournisseurs actifs peuvent recevoir ce titre, qui est considéré comme honorifique.

## Liste
Chaque année, la cour présente les nouveaux titulaires avec leur diplôme. Voir la catégorie Fournisseur breveté de la Cour de Belgique.